# Цитоскелет
Ћелијски скелет (цитоскeлет) представља структуру изграђену од многобројних влакана и сићушних цевчица које прожимају читаву цитоплазму ћелије и дају јој чврстину и облик. Присутан је у свим типовима ћелија: прокариотским, еукaриотским, биљним и животињским. Изграђен је од преко 20 врста цитоплазматичних протеина који омогућавају: промену облика ћелије, кретање органела и саме ћелије (граде трепље и бичеве), међусобно повезивање ћелија, и  деобу ћелије и кретање хромозома за време деобе, изграђују деобно вретено
Ћелијски скелет је сложена, динамичка мрежа повезаних протеинских филамената присутних у цитоплазми свих ћелија, укључујући ћелије бактерија и археја. Код еукариота се протеже од језгра ћелије до ћелијске мембране и састоји се од сличних протеина у различитим организмима. Састоји се од три главне компоненте, микрофиламената, средњих филамената и микротубула, и сви су способни за брзи раст или растављање у зависности од захтева ћелије.
Цитоскелет може обављати бројне функције. Његова примарна функција је да ћелији да њен облик и механичку отпорност на деформације, а повезивањем са екстрацелуларним везивним ткивом и другим ћелијама стабилизује цела ткива. Цитоскелет такође може да се контрахује, деформишући ћелију и окружење ћелије и омогућавајући ћелијама да мигрирају. Штавише, он је укључен у многе путеве ћелијске сигнализације и у узимање екстрацелуларног материјала (ендоцитоза), сегрегацију хромозома током ћелијске деобе, фазу цитокинезе деобе ћелије, као скела за организовање садржаја ћелије у простору и у интрацелуларном транспорту (на пример, кретање везикула и органела унутар ћелије) и може бити шаблон за изградњу ћелијског зида. Осим тога, може да формира специјализоване структуре, као што су флагеле, цилије, ламелиподије и подосоми. Структура, функција и динамичко понашање цитоскелета могу бити веома различити, у зависности од организма и типа ћелије. Чак и унутар једне ћелије, цитоскелет се може променити кроз повезаност са другим протеинима и претходном историјом мреже.
Велики пример акције коју врши цитоскелет је контракција мишића. Ово спроводе групе високо специјализованих ћелија које раде заједно. Главна компонента у цитоскелету која помаже да се покаже права функција мишићне контракције је микрофиламент. Микрофиламенти се састоје од најзаступљенијег ћелијског протеина познатог као актин. Током контракције мишића, унутар сваке мишићне ћелије, молекуларни мотори миозина заједно врше силе на паралелне актинске филаменте. Контракција мишића почиње од нервних импулса који затим изазивају ослобађање повећане количине калцијума из саркоплазматског ретикулума. Повећање калцијума у цитосолу омогућава да почне контракција мишића уз помоћ два протеина, тропомиозина и тропонина. Тропомиозин инхибира интеракцију између актина и миозина, док тропонин осећа повећање калцијума и ослобађа инхибицију. Ова акција контрахује мишићну ћелију, а кроз синхрони процес у многим мишићним ћелијама, цео мишић.

## Основни структурни делови
Основни структурни делови цитоскелета у еукариотској ћелији су:
1. микрофиламенти (лат. filamntum = конац, нит) чији је основни састојак протеин актин; молекули актина се удружују у два ланца спирално увијена један око другог и граде актински филамент; у мишићним ћелијама се налазе и миозински филаменти изграђени од молекула протеина миозина; миозински филаменти заједно са другим факторима (јони Са++, АТП и др.) омогућавају клизање актинских филамената што доводи до контракције мишићних ћелија;Пречника су око 7nm. Актин представља глобуларни протеин изграђен од 375 амино киселина, молекулске масе 43kd. Зависно од улоге коју имају у одређеном делу ћелије филаменти актина су организобани као:
-Микрофиламенти који заједно са цитоскелетом одређују облик ћелије
-учествују у формирању адхезионих појасева
-подржавају диференцијације плазмине мембране
- учествују у процесима фагоцитозе и покретима ћелије.

2. микротубуле (лат. tubulus = цевчица) су у облику шупљег цилиндра ; у ћелији се могу налазити као појединачне или груписане у снопове; изграђене су од протеина тубулина;Тубулин је изграђен од две чврсто повезане јединице-алфа и бета тубулина (постоји још један тип тубулина, гама тубулин који се налази на центрозому). Саму микротубулу граде у круг поређаних 13 протофиламената. Полимеризација се одиграва само на једном делу протофиламента који је позитиван (+)- брзо растући и негативни (-) односно слабо растући крај. Тако се у зависности од потребе саме ћелије микротубуле могу на другом месту у ћелији полимеризовати и формирати микротубуле.

3. прелазни филаменти ((интермедијерни) добили су име по томе што им је пречник нешто већи од микрофиламената, а мањи од пречника микротубула; колико је за сада познато, имају их само животињске ћелије; граде их веома различити протеини. Они не учествују у покретима саме ћелије јећ јој дају механичку потпору. Постоји више од 50 врста различитих протеина који су класификовани у 6 група на основу секвенце аминокиселина које могу да чине интермедијалне филаменте.
Протеини цитоскелета су распоређени тако да граде решетку, микротрабекуларна решетка. Она обавија све органеле и простире се око њих прожимајући читаву ћелију. Решетка уједињује органеле и цитоскелет у јединствен систем, дајући тиме организацију цитоплазме, одређује облик саме ћелије, као и за покрете саме ћелије и распоред органела унутар ње.

## Рефереренце
1. ↑  Betts, J Gordon; Desaix, Peter; Johnson, Eddie; Johnson, Jody E; Korol, Oksana; Kruse, Dean; Poe, Brandon; Wise, James; Womble, Mark D; Young, Kelly A (8. 6. 2023). Anatomy & Physiology. Houston: OpenStax CNX. 3.2 The cytoplasm and cellular organelles. ISBN 978-1-947172-04-3.
2. ↑  Hardin, Jeff; Bertoni, Gregory; Kleinsmith, Lewis J. (2015). Becker's World of the Cell (8th изд.). New York: Pearson. стр. 422–446. ISBN 978013399939-6.
3. ↑  McKinley, Michael; Dean O'Loughlin, Valerie; Pennefather-O'Brien, Elizabeth; Harris, Ronald (2015). Human Anatomy (4th изд.). New York: McGraw Hill Education. стр. 29. ISBN 978-0-07-352573-0.
4. 1 2 3 4 5  Alberts, Bruce;  . (2008). Molecular Biology of the Cell (5th изд.). New York: Garland Science. ISBN 978-0-8153-4105-5.
5. ↑  Herrmann H, Bär H, Kreplak L, Strelkov SV, Aebi U (јул 2007). „Intermediate filaments: from cell architecture to nanomechanics”. Nature Reviews. Molecular Cell Biology. 8 (7): 562—73. PMID 17551517. S2CID 27115011. doi:10.1038/nrm2197.
6. 1 2 3  Fletcher DA, Mullins RD (јануар 2010). „Cell mechanics and the cytoskeleton”. Nature. 463 (7280): 485—92. Bibcode:2010Natur.463..485F. PMC 2851742 . PMID 20110992. doi:10.1038/nature08908.
7. ↑  Geli MI, Riezman H (април 1998). „Endocytic internalization in yeast and animal cells: similar and different”. Journal of Cell Science. 111 ( Pt 8) (8): 1031—7. PMID 9512499. doi:10.1242/jcs.111.8.1031.
8. 1 2  Wickstead B, Gull K (август 2011). „The evolution of the cytoskeleton”. The Journal of Cell Biology. 194 (4): 513—25. PMC 3160578 . PMID 21859859. doi:10.1083/jcb.201102065.
9. ↑  Fuchs, E.; Karakesisoglou, I. (2001). „Bridging cytoskeletal intersections”. Genes & Development. 15 (1): 1—14. PMID 11156599. doi:10.1101/gad.861501 .
10. 1 2  Cooper, Geoffrey M. (2000). „Actin, Myosin, and Cell Movement”. The Cell: A Molecular Approach. 2nd Edition (на језику: енглески). Архивирано из оригинала 2018-04-28. г.
11. ↑  Berg, Jeremy M.; Tymoczko, John L.; Stryer, Lubert (2002). „Myosins Move Along Actin Filaments”. Biochemistry. 5th Edition (на језику: енглески). Архивирано из оригинала 2018-05-02. г.